# Distrikt San José de Quero
Der Distrikt San José de Quero liegt in der Provinz Concepción in der Region Junín in Zentral-Peru. Der Distrikt wurde am 28. Juni 1955 gegründet. Er hat eine Fläche von 310 km². Beim Zensus 2017 wurden 5827 Einwohner gezählt. Im Jahr 1993 lag die Einwohnerzahl bei 6614, im Jahr 2007 bei 6452. Sitz der Distriktverwaltung ist die 3856 m hoch gelegene Ortschaft San José de Quero mit 586 Einwohnern (Stand 2017). San José de Quero liegt 30 km südwestlich der Provinzhauptstadt Concepción.

## Geographische Lage
Der Distrikt San José de Quero liegt im Andenhochland im Westen der Provinz Concepción. Der Río Cunas fließt entlang der nordöstlichen Distriktgrenze nach Norden. Dessen linke Nebenflüsse Río Sulcan und Río Pucará begrenzen den Distrikt im Südosten und im Norden. Im Westen verläuft die Distriktgrenze entlang der kontinentalen Wasserscheide.
Der Distrikt San José de Quero grenzt im Westen an den Distrikt Tomas (Provinz Yauyos), im Nordwesten und im Norden an die Distrikte Canchayllo und Sincos (beide in der Provinz Jauja), im Nordosten an den Distrikt Chambara, im Südosten an den Distrikt San Juan de Jarpa (Provinz Chupaca) sowie im Süden an den Distrikt Yanacancha (Provinz Chupaca).

## Ortschaften
Im Distrikt gibt es neben dem Hauptort folgende größere Ortschaften:
- Chala Alta (433 Einwohner)
- Chala Nueva (247 Einwohner)
- Chaquicocha (457 Einwohner)
- San Francisco de Salvio (400 Einwohner)
- San José de Quishuar (209 Einwohner)
- San Pedro de Sulcan (421 Einwohner)
- San Roque de Huarmita (370 Einwohner)
- Santa Rosa de Huarmita (296 Einwohner)
- Usibamba (1108 Einwohner)